# North Bay Indian Reserve 5
North Bay Indian Reserve 5 är ett reservat i Kanada.   Det ligger i provinsen British Columbia, i den södra delen av landet, 3 200 km väster om huvudstaden Ottawa.
I omgivningarna runt North Bay Indian Reserve 5 växer i huvudsak barrskog. Runt North Bay Indian Reserve 5 är det ganska tätbefolkat, med 86 invånare per kvadratkilometer.